# Adrian Ciantar
Adrian Ciantar (9 agosto 1978) è un ex calciatore maltese, di ruolo centrocampista.

## Carriera

### Nazionale
Ha collezionato cinque presenze con la propria Nazionale.